# Esplanade de Meer
Esplanade de Meer is een plein in Amsterdam-Oost.

## Geschiedenis en ligging
Het plein kreeg 25 maart 1998 haar naam per raadsbesluit van Stadsdeel-Oost/Watergraafsmeer. Het werd vernoemd naar Stadion De Meer, dat daar tot 1996 had gelegen. Van 1998 tot 2002 werd daar de buurt Park de Meer volgebouwd. De Esplanade de Meer doorsnijdt de buurt van noordoost naar zuidwest van de Stade de Colombes (straat) naar de Middenweg. Het is voetgangersgebied. Het eigenlijke plein ligt tussen de Piet Keizerbrug en Johan Cruijffbrug.

## Gebouwen
Alle gebouwen rondom het plein dateren uit de periode 1998 tot en met 2002. Huisnummers lopen op van 1 tot en met 283, alhoewel de even huisnummering stokt bij 196. Een deel van de gebouwen is ontworpen door Lafour & Wijk Architecten, ook elders in de buurt actief. In de gehele wijk is gezien de ouderdom geen enkel gemeentelijk monument, dan wel rijksmonument aangewezen.

## Kunst
Overal in de wijk zijn verwijzingen aangebracht naar de succesvolle beginjaren zeventig van AFC Ajax, bespeler van Stadion De Meer, dat toen vertrok naar de Arena. Kunstenaars David Mach en Harald Vlugt lieten ook op de esplanade hun sporen na. Niets vermoedende wandelaars struikelen nog wel eens over het kunstwerk Middenstip midden op het plein, verwijzend naar de middenstip van het grasveld van genoemd stadion. De middenstip ligt in steeds wijder wordende concentrische cirkels. Kolommen en pilaren van flats zijn opgesierd middels kunstwerken, waarbij de gevelhoge rood-witte kolom op een van de flats direct in het oog springt. Mach vond dit zelf een leuk onderdeel van de kunstopdracht. Hij moest in opdracht van een gemeente een kunstwerk opleveren mat "vak" erin, in zijn taalgebied een homoniem van "fuck". Tot slot is er in het klimrek op haast onherkenbare wijze het logo van AFC Ajax verwerkt.  
In de onderdoorgang naar de Arie Haanbrug is een anonieme muurschildering geplaatst; er ligt een pootafdruk van een hond voor.

## Afbeeldingen

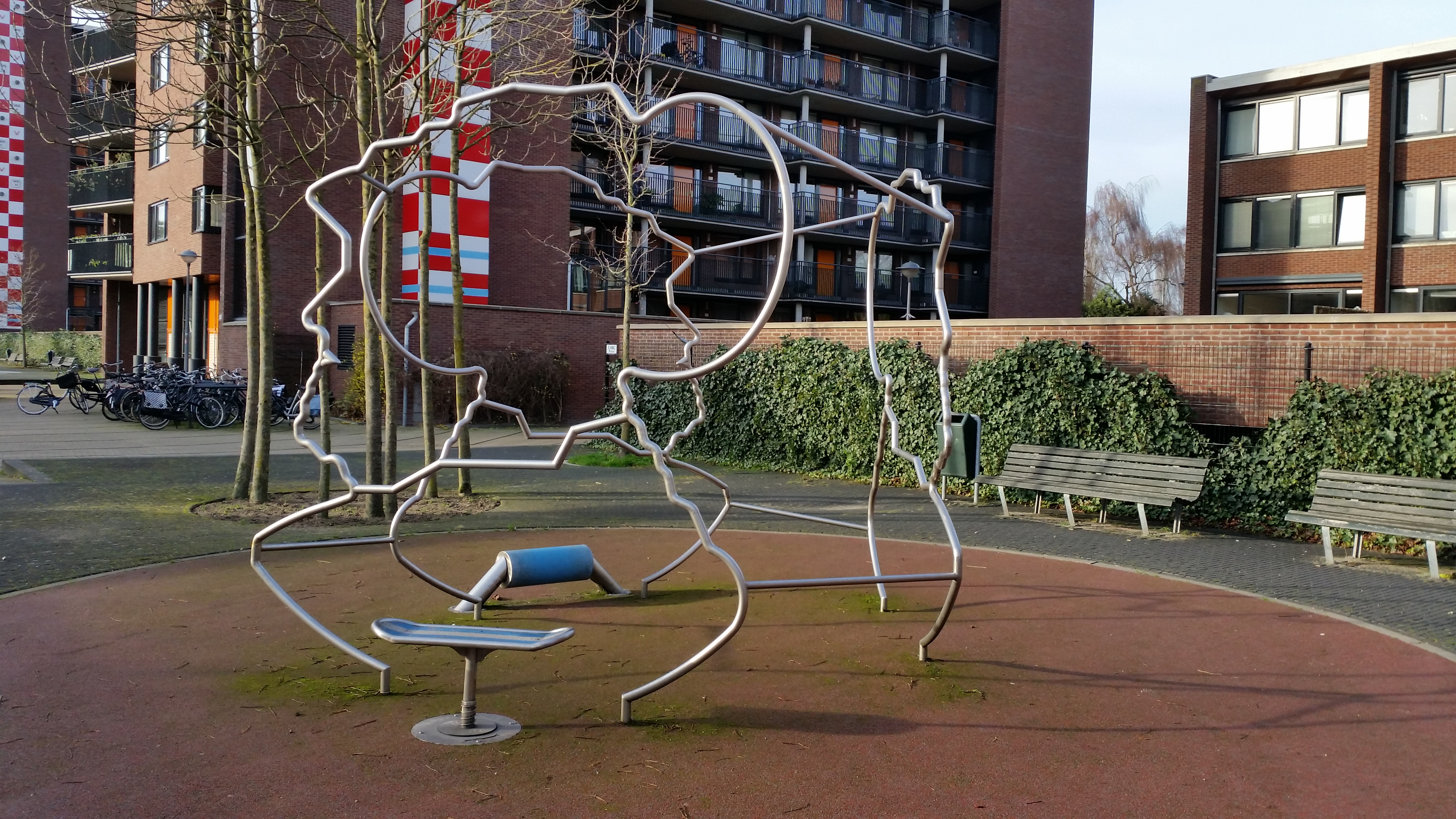
Klimrek met profiel van het logo van Ajax (januari 2020)
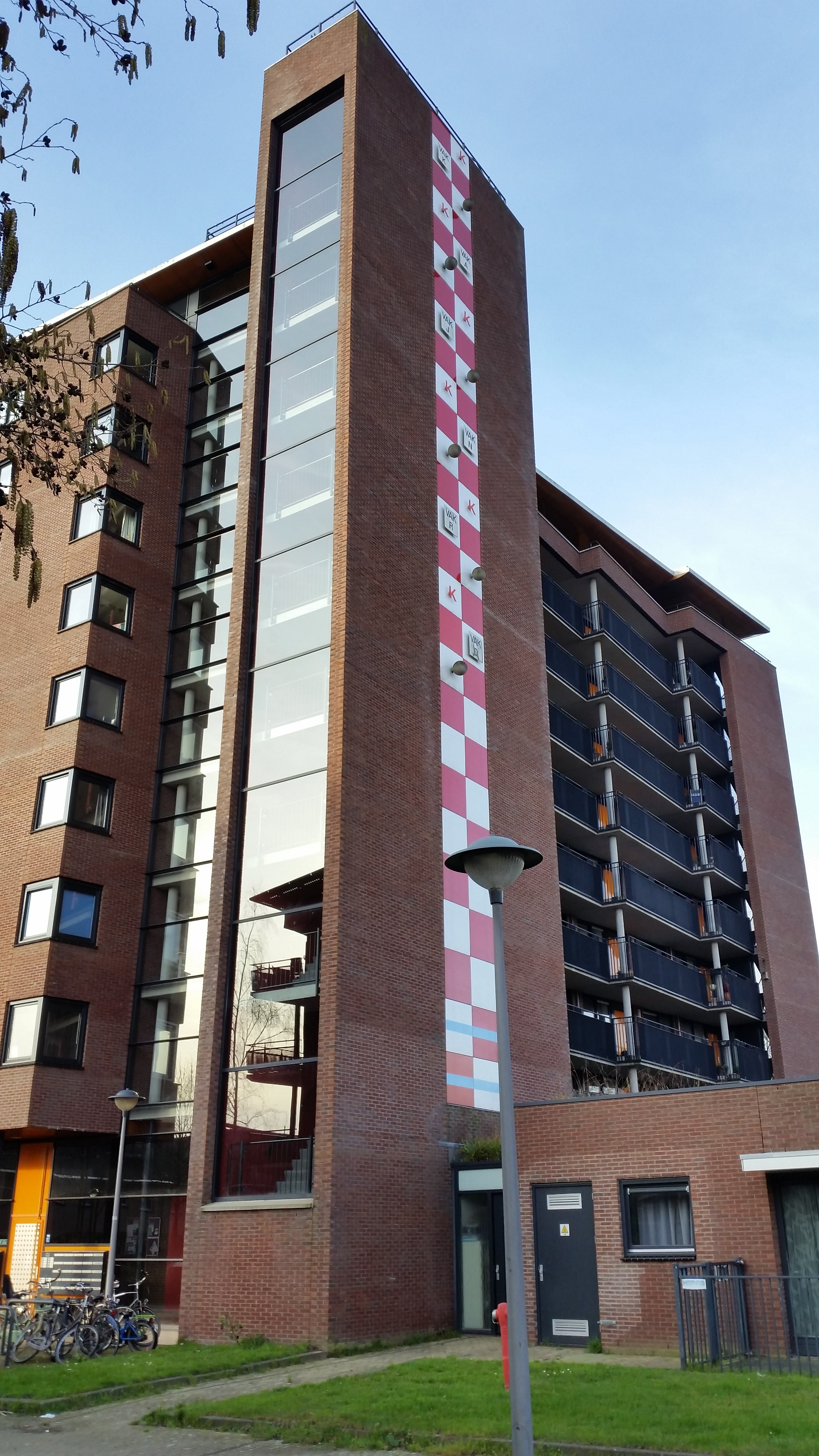
Vakzuil (januari 2020)
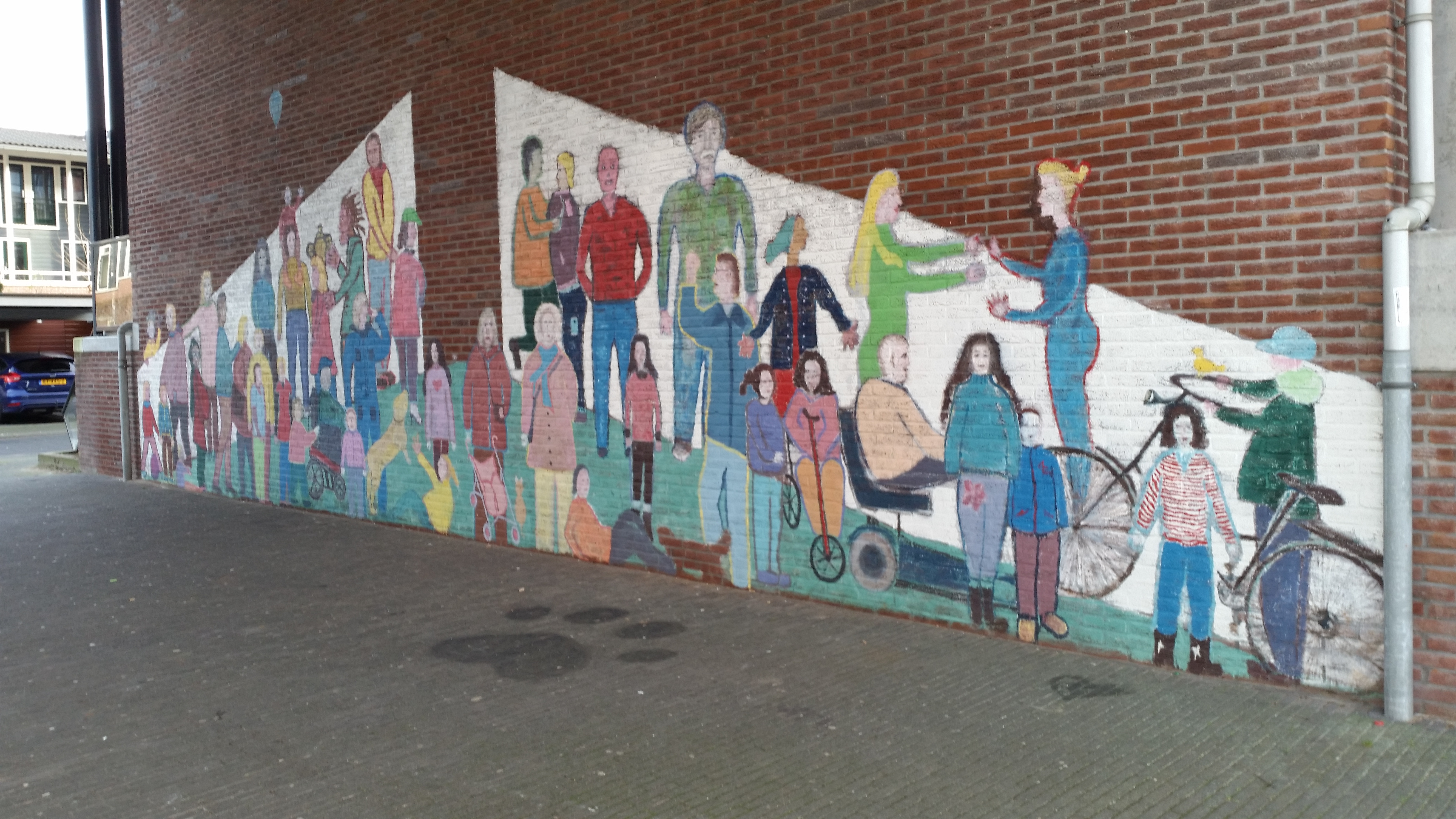
Muurschildering met losgeslagen ballon en pootafdruk (januari 2020)